# Oriana Cicconi
Oriana Aquarella Cicconi Dammert (n. Caraz, 14 de noviembre de 1989) es una actriz y locutora de radio peruana, hija de la recordada actriz Claudia Dammert y tataranieta de la filántropa Juana Alarco de Dammert. Tiene 2 hijas con el empresario Angelo Ocaña Migone  Empezó en televisión actuando en la telenovela Luz María. Debutó como locutora de radio en el espacio Santas pecadoras de Studio 92, y paralelamente perteneció al grupo de stand-up comedy "El club de la comedia".  
Cicconi protagonizó la adaptación peruana del musical Hairspray,

## Créditos

### Televisión
- Luz María (1998–99) como María Rosa "Marita" Gonzálvez Mendoza y Rivero.
- Derecho de familia (2013), 1 episodio como Paola.
- Avenida Perú (2013) como Dorita.

### Teatro
- La novicia rebelde (1997) como Gretel.
- Bienvenidos a los 60s (2008)
- Las mariposas son libres (2010) como Jill.
- Hairspray (2012) como Tracy Turnblad.
- Nuestro pueblo (2012–13) como Rebecca Gibbs.
- Botella borracha (2013) como Sofía.
- Miranda y Leo (2013) como Miranda.